# Haikî, Volodarsk-Volînskîi
Haikî (în ucraineană Гайки) este un sat în comuna Radîci din raionul Volodarsk-Volînskîi, regiunea Jîtomîr, Ucraina.

## Demografie
Componența lingvistică a localității Haikî
     Ucraineană (100%)
Conform recensământului din 2001, toată populația localității Haikî era vorbitoare de ucraineană (100%).